# Спаське (Мелітопольський район)
Спа́ське — село в Україні, в Мелітопольському районі Запорізької області. Входить до складу Терпіннівської сільської громади. Населення становить 824 осіб.

## Географія
Село Спаське знаходиться на відстані 2,5 км від села Терпіння. По селу протікає майже пересохлий струмок з загатою. Поруч проходить автомобільна дорога М18 (E105).

## Населення

### Мова
Розподіл населення за рідною мовою за даними перепису 2001 року:
| Мова       | Кількість | Відсоток |
| ---------- | --------- | -------- |
| російська  | 759       | 92.11%   |
| українська | 58        | 7.04%    |
| румунська  | 4         | 0.49%    |
| болгарська | 2         | 0.24%    |
| грецька    | 1         | 0.12%    |
| Усього     | 824       | 100%     |

## Історія
Станом на 1886 рік в селі Терпіннівської волості Мелітопольського повіту Таврійської губернії мешкало 1264 особи, налічувалось 159 дворів, існували православна церква, школа, лавка.
До 2020 року було у складі Терпіннівської сільської ради.

## Економіка
- Терпіннівський піщаний кар'єр.
- «Мир», АФ, ТОВ.

## Об'єкти соціальної сфери
- Школа. Спаська загальноосвітня школа I—III ступенів розташована за адресою вул. Центральна, 67а. У школі 9 класів, 79 учнів і 28 співробітників. Мова навчання українська. Школа має географічний профіль. Директор школи — Єременко Тетяна Олександрівна[3]. Школа відкрилася на початку 1930-х років, а перед німецько-радянською війною відбувся перший випуск. Після війни школа відновила свою роботу. Школа розміщувалася у 2 невеликих корпусах, заняття проводилися в 2 зміни. У 1970 році Спаська 8-річна школа переїхала в новий 2-поверховий корпус. У 1991 році школа стала загальноосвітньою I—III ступенів. У 2004 році після вибухів у Новобогданівці був проведений капітальний ремонт школи[4].
- Дитячий садочок. Постраждав під час вибухів, у 2007—2011 роках велася його реконструкція.[5]
- Храм Преображення Господнього. Підпорядкований Запорізька єпархія УПЦ Української православної церкви Московського патріархату.[6]

## Екологія
- За 2,5 км від села розташовані Новобогданівські військові склади (в 2004—2006 роках були пожежі з вибухами).

## Пам'ятки

### Колодязь щастя
За словами старожилів, цей 25-метровий колодязь в центрі Спаського був викопаний в 1876 році, але вже в 1920-і роки був покинутий. У роки німецько-радянської війни, коли інші колодязі були зруйновані, до цього старовинного колодязя знову стали вибудовуватися довгі черги за водою. Але з часом джерела замулились, зруб занепав, і колодязь прийшов в непридатність. Ідея відновити колодязь з'явилася під час вибухів артилерійських складів в Новобогданівці, коли у Спаському знову виникли перебої з водою. Роботи були закінчені у 2009 році. Назва «Криниця щастя» пов'язано з новою традицією: молодята в день весілля повинні випити води з колодязя, надіти замок на його огорожу, а ключ кинути в глибину колодязя.
В 2011 році Колодязь щастя був оголошений одним з «Семи чудес світу Мелітопольського краю».